# Norskoxel
Norskoxel, även benämnd norsk oxel (Sorbus obtusifolia) är en rosväxtart som först beskrevs av Dc., och fick sitt nu gällande namn av Johan Teodor Hedlund. Sorbus obtusifolia ingår i släktet oxlar, och familjen rosväxter. Inga underarter finns listade i Catalogue of Life.